# Laval-Roquecezière

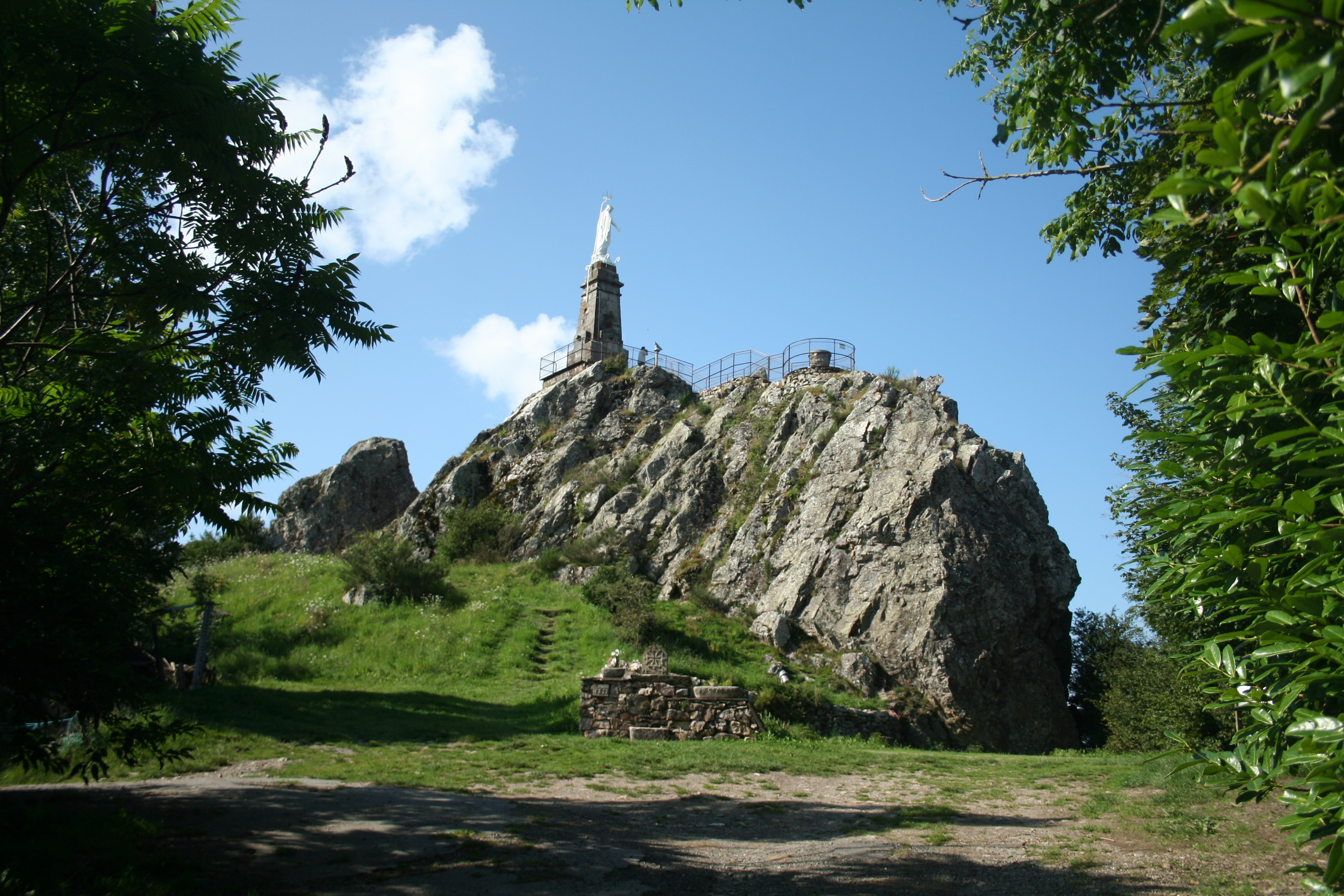
Rocher de la Vierge

 Laval-Roquecezière  ist eine aus mehreren Weilern (hameaux) bestehende südfranzösische Gemeinde mit 294 Einwohnern (Stand 1. Januar 2022) im Département Aveyron in der Region Okzitanien; das Gemeindegebiet gehört zum Regionalen Naturpark Grands Causses. Zur Gemeinde gehören auch die Weiler Le Cellier, Saint-Crépin und La Claparède.

## Lage und Klima
Die Berggemeinde Laval-Roquecezière liegt in den Ausläufern der Causses in einer Höhe von ca. 3050 bis 930 m; sie befindet sich in der Mitte eines Dreiecks zwischen Albi (ca. 50 km Fahrtstrecke südöstlich), Castres (gut 60 km nordöstlich) und Millau (ca. 75 km nordöstlich). Das Klima ist meist mild und wird sowohl vom Zentralmassiv als auch vom Mittelmeer beeinflusst; Regen (ca. 600 bis 800 mm/Jahr) fällt überwiegend im Winterhalbjahr.

## Bevölkerungsentwicklung
| Jahr                       | 1800 | 1851 | 1901 | 1954 | 1999 | 2020 |
| Einwohner                  | 1363 | 1722 | 1544 | 794  | 340  | 277  |
| Quellen: Cassini und INSEE |      |      |      |      |      |      |

Der deutliche Bevölkerungsrückgang in der zweiten Hälfte des 20. Jahrhunderts ist im Wesentlichen auf die Mechanisierung der Landwirtschaft und auf die Aufgabe kleinerer Bauernhöfe („Höfesterben“) zurückzuführen, was zu einer Arbeitslosigkeit auf dem Land geführt hat.

## Wirtschaft
Die Gemeinde war und ist landwirtschaftlich geprägt, wobei die Viehzucht die dominierende Rolle spielt.

## Geschichte
Im Jahr 1112 erhielt Raimund Berengar III., Graf von Barcelona, die Burg von Laroquecézière. Wenige Jahre später befand diese sich im Besitz der Grundherren (seigneurs) von Laroquecézière, deren Linie jedoch um die Mitte des 13. Jahrhunderts ausstarb. Der Besitz fiel an die mächtigen Grafen von Toulouse, die jedoch im Jahr 1272 ihren Besitz an die französische Krone übereignen mussten. Die Gegend wurde im Hundertjährigen Krieg (1337–1453) zeitweise von den Engländern erobert. Karl VII. schenkte den Ort im 15. Jahrhundert seine Mätresse Agnès Sorel († 1450). In den Hugenottenkriegen (1462–1498) wechselte der Ort mehrfach den Besitzer.

## Sehenswürdigkeiten
- Kirche Saint-Jacques
- Felsen Rocher de la Vierge
- Musée Saint-Crépin[1]
- ehemaliges Kloster Notre-Dame d’Orient[2]